# Škoda Kamiq
Škoda Kamiq — компактний кросовер, який випускається з 2019 року автомобільною компанією Škoda Auto.
Назва «Kamiq» походить від мови інуїтів, які живуть у Північній Канаді та Гренландії. Це означає здатність адаптуватися до кожної ситуації.
З липня 2020 року модель продається й в Україні.

## Опис

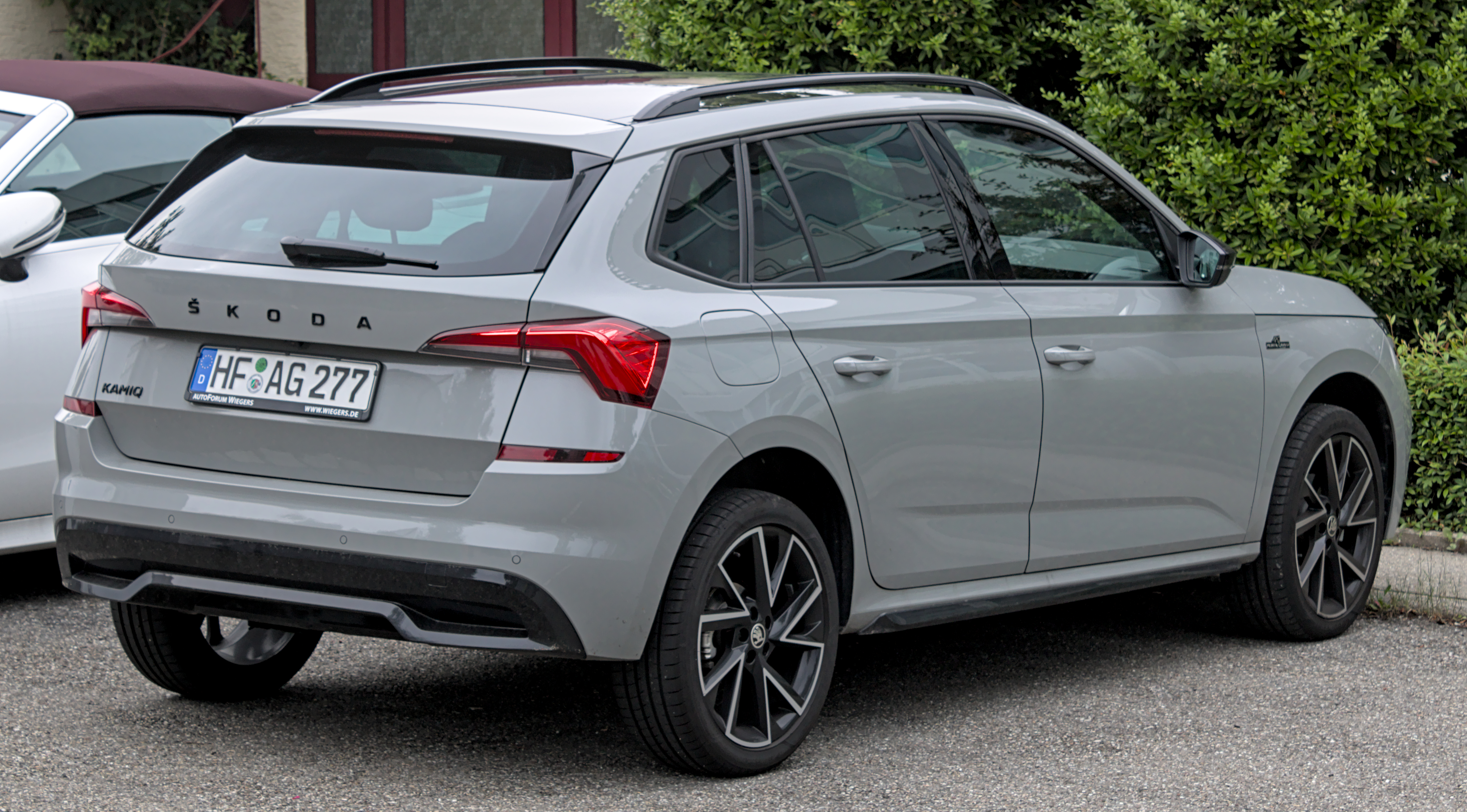
Škoda Kamiq

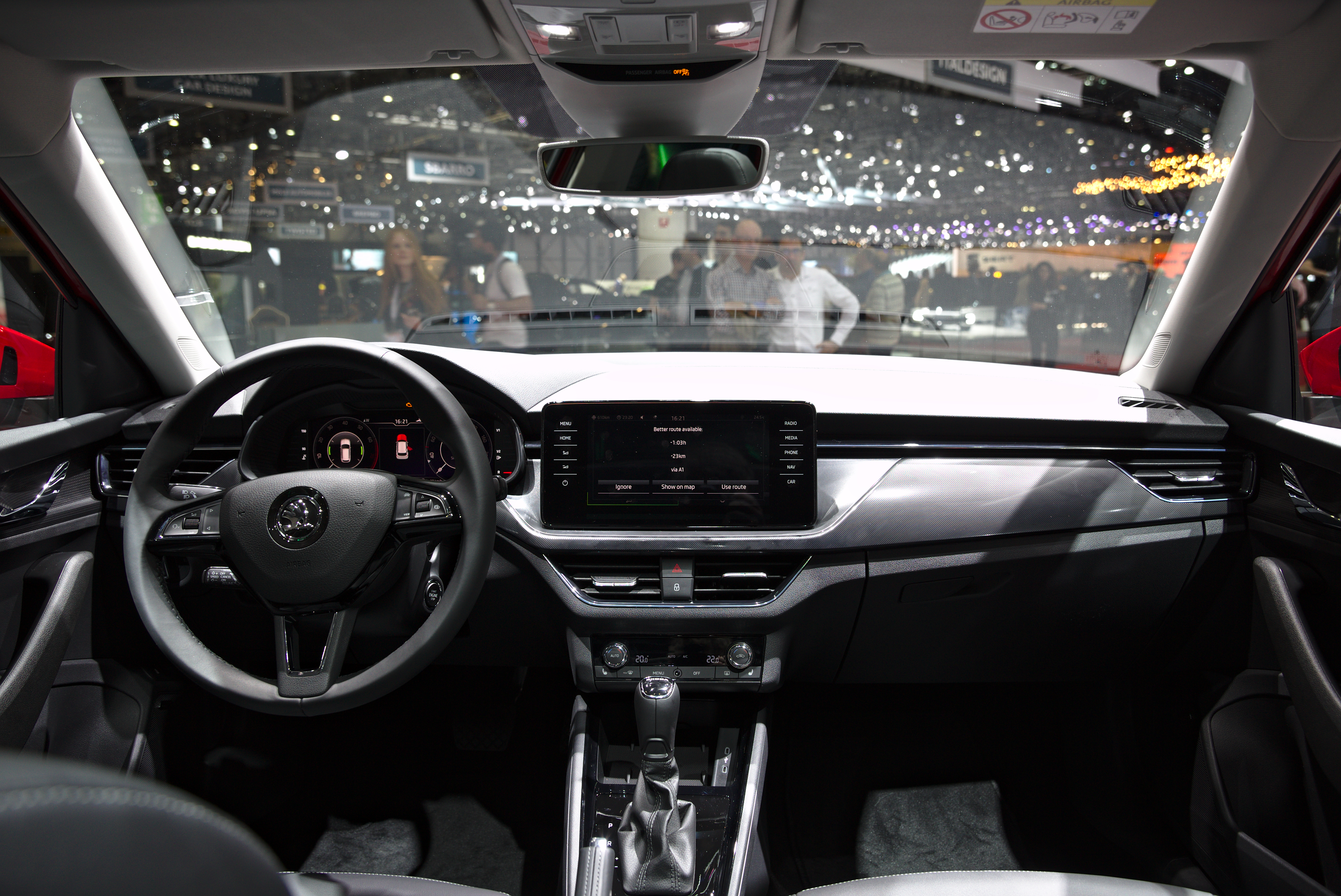

Автомобіль був офіційно представлений вперше під час Женевського автосалону в березні 2019 року. Дизайн автомобіля повторяє концепт-кар Vision X.
Автомобіль був побудований на платформі MQB A0. Характерним елементом дизайну автомобіля є двосекційний дизайн фар, зроблений у світлодіодній технології. Денні ходові вогні розташовуються трохи вище основних фар. Інтер'єр автомобіля був перенесений з меншої моделі Scala, представленої в кінці 2018 року.
Це найменший позашляховик у пропозиції бренду, якому передувала найбільша модель Kodiaq, представлена в 2016 році, а потім у 2017 році модель Karoq.
В Україні модель продається у комплектаціях Active, Ambition та Style й доступна з трьома двигунами –  бензиновими  1.6 МРІ, 1.5 TSI та дизельним 1.6 TDI.  Для першого доступні 5-ступенева механічна або 6-ступенева автоматична коробки, два інші агрегуються виключно 7-ступеневим автоматом DSG.

### Фейсліфт
Фейсліфт версія Kamiq була представлена у серпні 2023 року разом із Scala. Зміни включають перероблену передню та задню панелі з новими L-подібними задніми відбивачами та доступність матричних світлодіодних фар, нові кольори екстер'єру та новий дизайн легкосплавних дисків. Усередині є перероблена панель управління, яка використовується для роботиси стеми опалення, вентиляції та кондиціонування повітря (HVAC), більше перероблених матеріалів для інтер'єру, імпровізоване стандартне обладнання інтер'єру по всій лінійці, а також додаткові функції Simply Clever, запозичені з інших моделей Škoda. Škoda також оновила структуру оздоблення, f дизельні двигуни більше не доступні для рестайлінгової моделі.

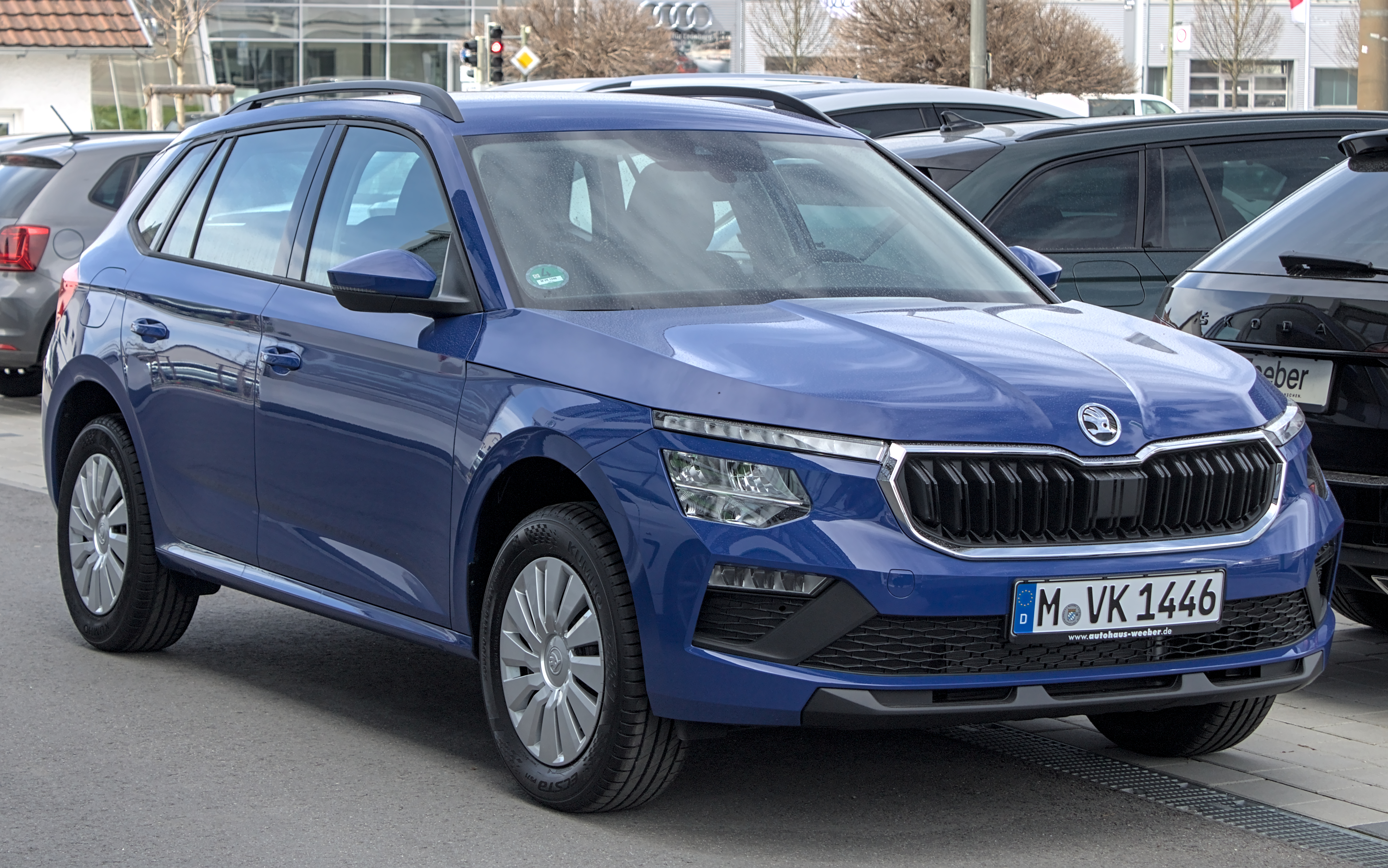
2024 Škoda Kamiq
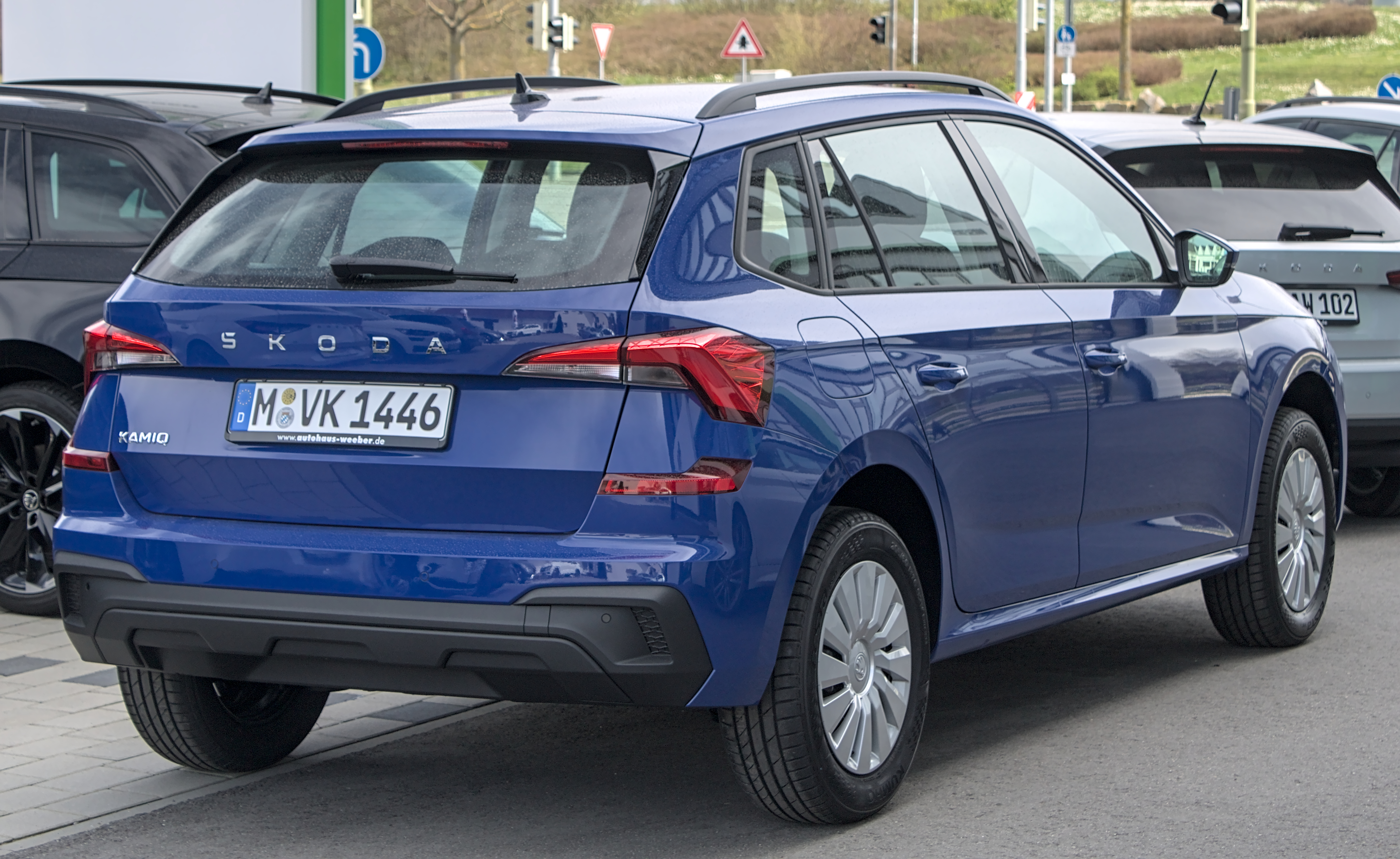
Rear view

## Двигуни
Бензинові
- 1.0 TSI VW EA211 Р3 95 к.с.
- 1.0 TSI VW EA211 Р3 115 к.с
- 1.6 MPI Р4 110 к.с..
- 1.5 TSI VW EA211 evo Р4 150 к.с.

Дизельні
- 1.6 TDI VW EA288 Р4 115 к.с.

## Китай
Китайська версія Škoda Kamiq — це субкомпактний позашляховик, який був розроблений і побудований в Китаї спільним підприємством SAIC—Volkswagen для чеського виробника автомобілів Škoda Auto. Китайська версія трохи більша за європейську. Виробляється з 2018 року.

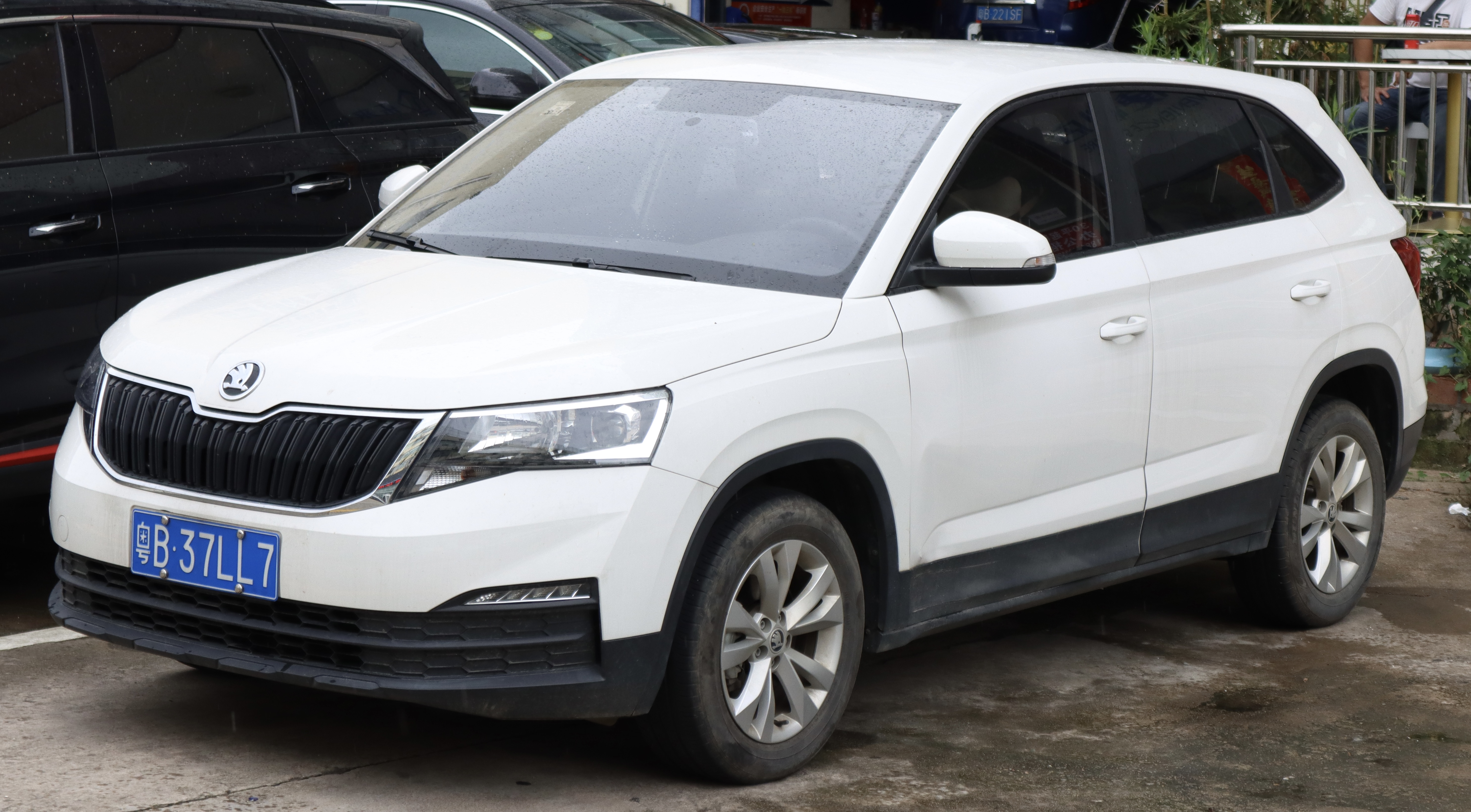
Škoda Kamiq, Китай (вид спереду)
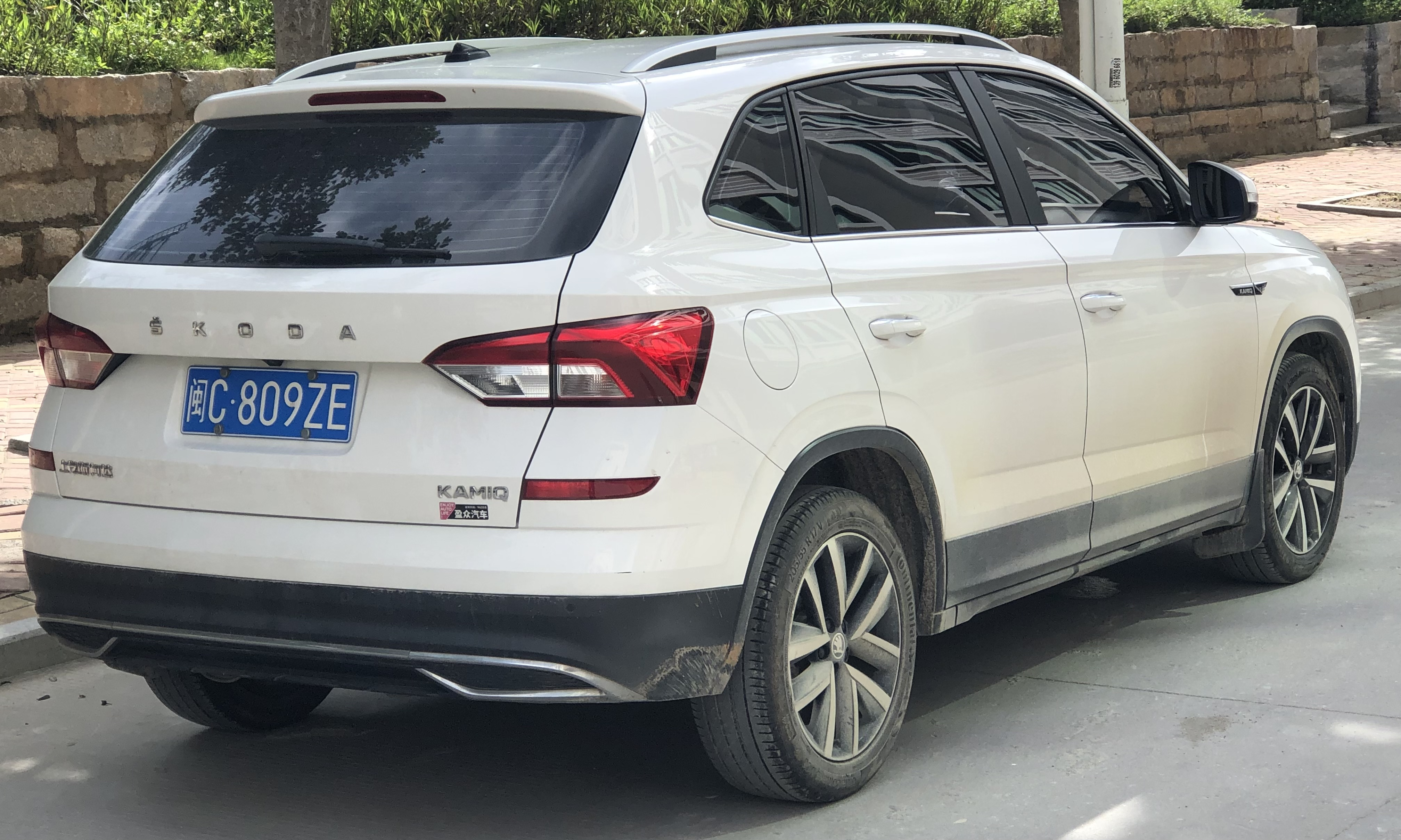
Škoda Kamiq, Китай (вид ззаду)
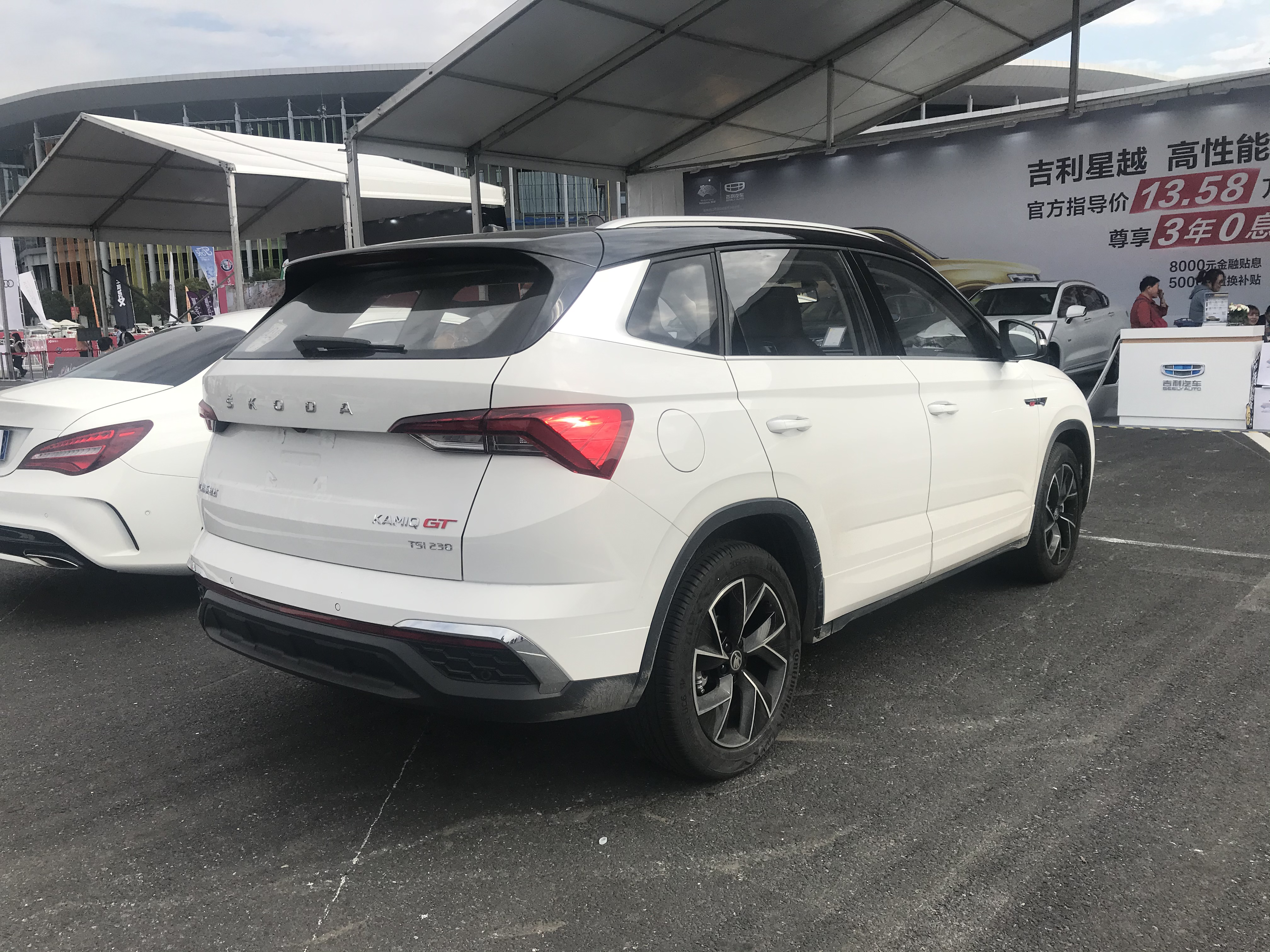
Škoda Kamiq GT (більш стильна версія)

### Двигун
- 1.5 L I4 TSI

## Продажі
| рік  | Європа | Туреччина |
| ---- | ------ | --------- |
| 2019 | 13,240 |           |
| 2020 | 75,559 |           |
| 2021 | 82,461 | 4,212     |
| 2022 |        | 3,839     |
| 2023 |        |           |
| 2024 |        | 9,280     |

1. ↑  Європа: 2020 EU 27 + Велика Британія + Швейцарія + Норвегія + Ісландія